# Hida (unidade)
Hida (em latim: hida; em inglês antigo: hid) era originalmente, no início da Inglaterra anglo-saxã (em torno do século VII), uma quantidade de terras suficiente para sustentar uma família ou casa. Posteriormente, tornou-se uma unidade fictícia de avaliação, que serviu para quantificar a contribuição de obrigações públicas a serem feitas pelos proprietários ou moradores de uma área de terra. Estas responsabilidades incluíam o pagamento de um aluguel de alimentos (conhecida como feorm), a manutenção e reparação de pontes e fortificações, a prestação de um determinado número de soldados para a fyrd e (mais tarde) o pagamento de um imposto sobre a terra conhecida como geld, a qual era recolhida uma taxa declarada por cada hida.
Em 1086, após a conquista normanda da Inglaterra, as avaliações das unidades de hida foram registradas no Domesday Book e os reis normandos continuaram a usá-las (com alterações) para autuações fiscais até o final do século XII.
A hida não era uma área fixa de terra. Era uma medida de valor, não de área, o método de cálculo hoje é obscuro. Propriedades diferentes, com a mesma avaliação de unidades de hida, poderiam variar muito em forma, até no mesmo condado, mas no século XI, houve uma tendência à produção de terras de 1 libra por ano a ser avaliada em 1 hida.

## Significado original
A palavra anglo-saxônica para hida era hid (ou seu sinônimo hiwisc). Acredita-se que ambas as palavras sejam derivadas da mesma raiz hiwan, que significava "família".
Beda em sua História Eclesiástica do Povo Inglês (c.731) descreveu a extensão de um território pelo número de famílias a qual se apoiava, como (por exemplo), em latim, terra x familiarum, que significa "um território de dez famílias". Na versão anglo-saxônica da mesma obra hid ou hiwan é usado no lugar de terra ... familiarum. Outros documentos do período mostram a mesma equivalência e é claro que a palavra hida originalmente significava terra suficiente para o sustento de um camponês e sua casa ou de uma "família", que pode ter tido um significado prolongado. É incerto se isso significasse a família imediata ou um grupo mais extenso.
Charles-Edwards sugere que, no seu uso primitivo que se refere à terra de uma mesma família, trabalhou por um arado e que a propriedade de um hida conferia o status de um homem livre, a quem Stenton referenciou como "o mestre independente de uma família camponesa".